# Schoenus pauciflorus
Schoenus pauciflorus là loài thực vật có hoa trong họ Cói. Loài này được (Hook.f.) Hook.f. miêu tả khoa học đầu tiên năm 1864.